# 柴田凌光
柴田 凌光（しばた りょうと、1999年8月12日 - ）は、ラグビーユニオンの選手。

## プロフィール
- 父の久寛は元ラグビー選手で、弟の竜成もラグビー選手[1]。

## 略歴
5歳からラグビーを始めた。
2018年、秋田工業高校卒業後、東海大学に入る。
2022年、三菱重工相模原ダイナボアーズに加入。
2023年2月5日に行われたJAPAN RUGBY LEAGUE ONE第7節コベルコ神戸スティーラーズ戦にて途中出場でリーグワン公式戦初出場を果たした。
2025年5月、三菱重工相模原ダイナボアーズを退団。